# Friedrich Christian von Fürstenberg

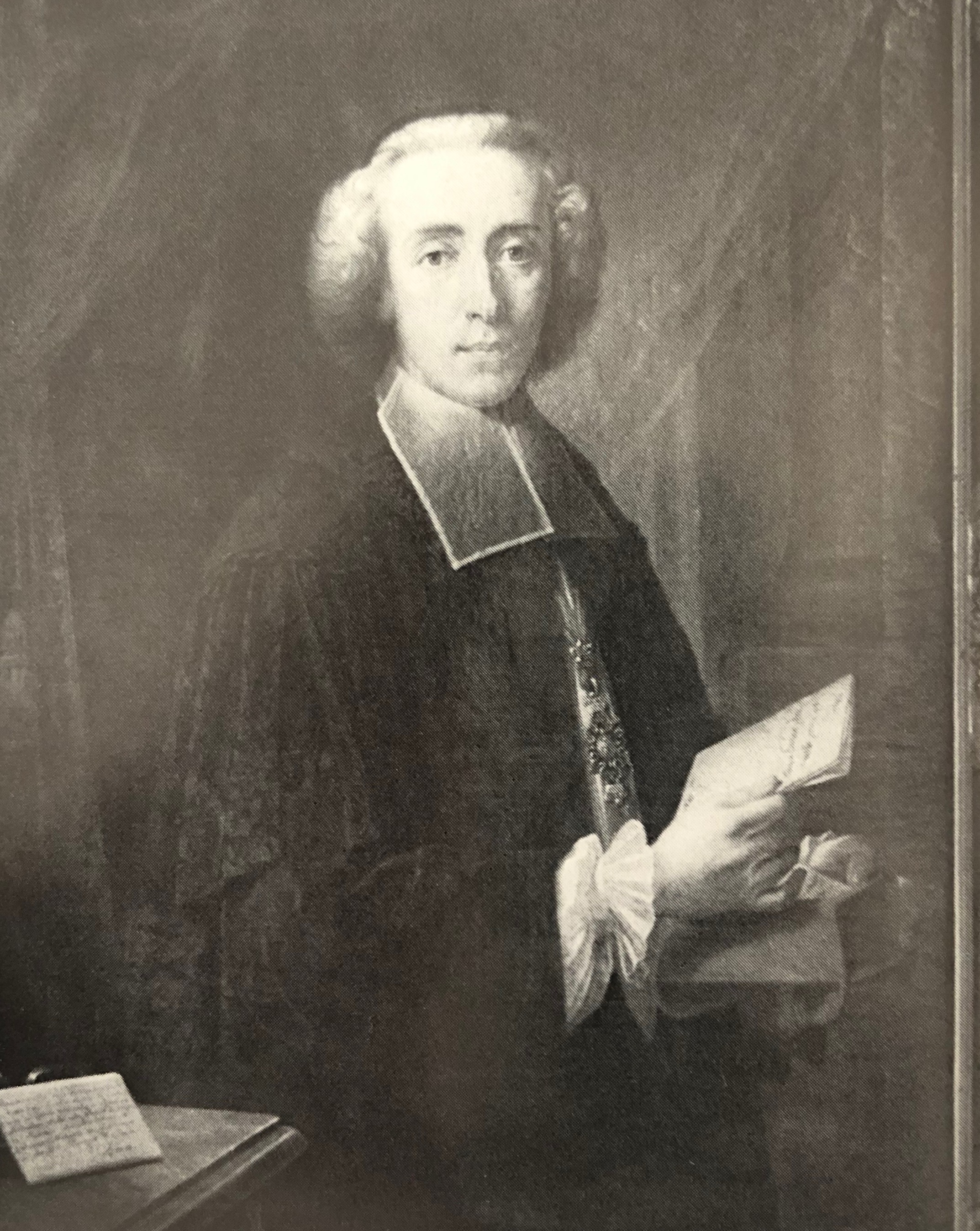
Friedrich Christian von Fürstenberg

Friedrich Christian von Fürstenberg (* 3. September 1700 in Herdringen; † 14. Mai 1742 in Koblenz) war Domherr in verschiedenen Domkapiteln, Propst von St. Patrokli in Soest und des Stifts Meschede. Er war auch Präsident des geheimen Rates des Hochstifts Paderborn sowie kurkölnischer Kabinetts- und Konferenzminister. Unter seinem Einfluss hat die Funktionsfähigkeit des Rates deutlich zugenommen, aber da von Fürstenberg bald in Ungnade fiel, nahm auch die Bedeutung des Rates wieder ab. Am Bonner Hof gehörte er zur kaiserlichen Partei.

## Leben

### Frühe Jahre
Friedrich Christian von Fürstenberg stammte aus dem westfälischen Adelsgeschlecht Fürstenberg und war der achte Sohn des Erbdrosten Ferdinand von Fürstenberg zu Herdringen und Waterlappe und seiner Gemahlin Maria Theresia von von Westphalen zu Laer. Den Vornamen erhielt er nach einem seiner Taufpaten, dem Fürstbischof von Münster, Friedrich Christian von Plettenberg. Er hatte fünfzehn Geschwister: sieben Schwestern und acht Brüder, darunter Christian Franz Dietrich (1689–1755, Erbdroste), Hugo Franz (1692–1755, Domherr), Wilhelm Franz (1684–1707, Domherr), Ferdinand Anton (1683–1711, Domherr) und Friedrich (1685–1706, Domherr).
Friedrich Christian war als nachgeborener Sohn aus einer Familie des Stiftsadels für eine geistliche Laufbahn vorgesehen. Bereits als Kleinkind erhielt er die Anwartschaft auf eine paderbornische Domherrenstelle. Der Tod einiger seiner Brüder und die Resignation des Bruders Christian Franz Dietrich, der die Nachfolge seines Vaters antrat, eröffneten ihm später die Aussicht auf weitere Domherrenstellen.
Er erhielt 1710 die ersten Weihen. Über die erste Ausbildung wohl durch Hauslehrer ist kaum etwas bekannt. Zwischen 1715 und 1717 besuchte er das Jesuitengymnasium in Siegen. Danach studierte er in Köln und Salzburg, ehe er zwischen 1723 und 1725 zum Biennium nach Rom ging. Dort studierte er ziviles und kanonisches Recht. Daneben widmete er sich historischen, geschichtsphilosophischen und theologischen Studien.

### Aufstieg im Kirchen- und Regierungsdienst

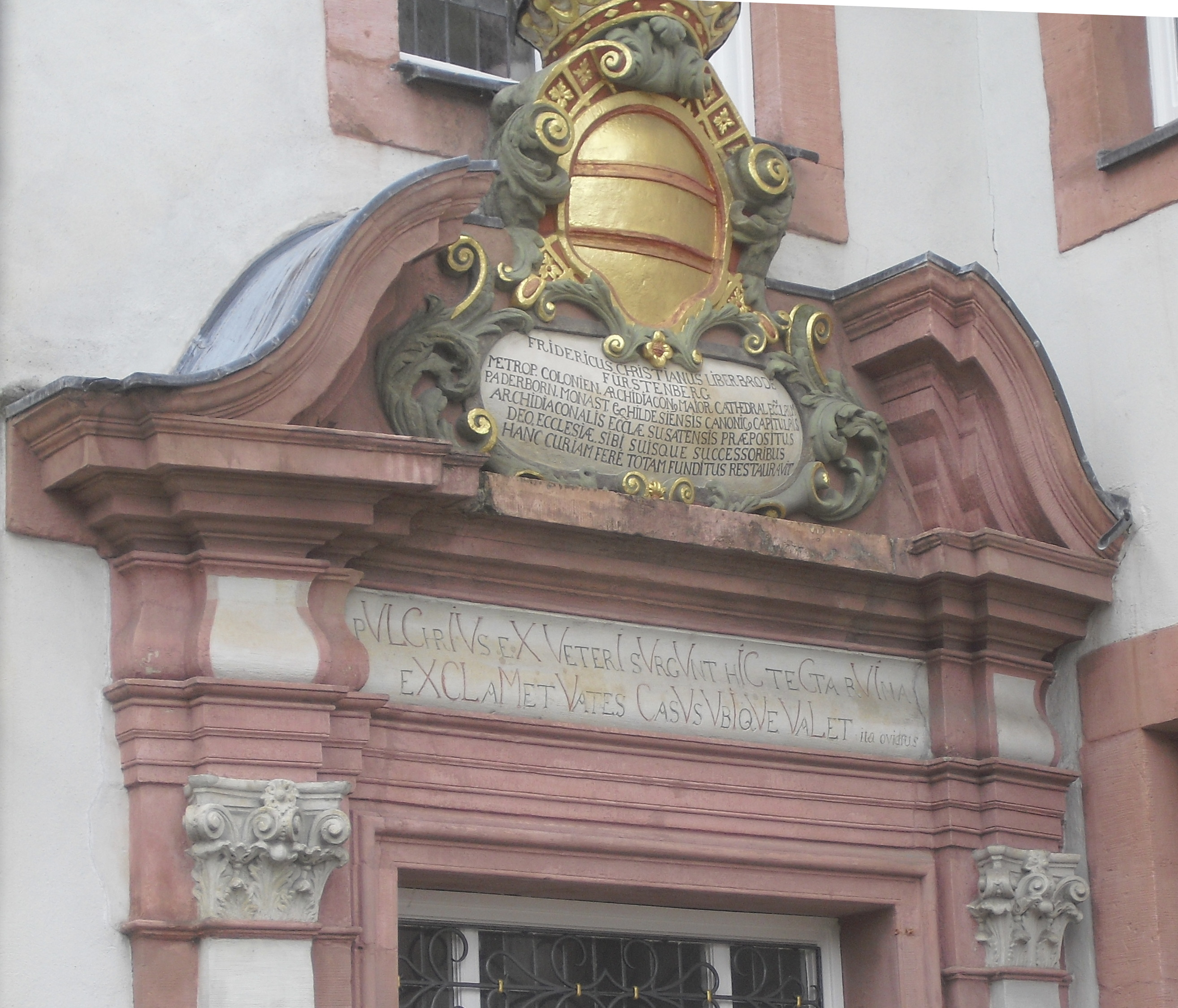
Portal des Fürstenhofes in Paderborn

Im Jahr 1716 erhielt er das Anrecht auf eine Domherrenstelle in Paderborn. Nach dem Tod des Vaters übernahm der Bruder Christian Franz Dietrich die Sorge um Friedrich Christian. Durch die Resignation seines Bruders kam Friedrich Christian 1720 an dessen Domherrenstelle in Hildesheim. Allerdings kam es in der Folge zu Konflikten zwischen den Brüdern, da sich Friedrich Christian nicht bevormunden lassen wollte. Die Erlangung der ihm zustehenden Domherrenstelle in Paderborn betrieb er ohne Unterstützung des Bruders. Die Präbende erhielt er 1720. Im Jahr 1721 wurde er Mitglied im Dritten Orden der Franziskaner. Zunächst Koadjutor, war er ab 1723/24 Propst von St. Patrokli in Soest und damit kölnischer Archidiakon vom Archidiakonat Soest.
Er versuchte dem Vorbild einiger seiner Vorfahren nachzueifern und die Propstei des Bartholomäusstifts in Frankfurt zu erwerben. Er erhielt dazu sogar die Zustimmung des Papstes, scheiterte aber am Widerstand des Mainzer Erzbischofs Lothar Franz von Schönborn, des Stiftskapitels sowie zum Schluss des Kaisers, der gegen den Eingriff des Papstes in kaiserliche Rechte protestierte. Daraufhin gab Friedrich Christian diesen Versuch auf. Dagegen gelang es ihm 1726 eine Domherrenpräbende in Münster zu erlangen. Während das Verhältnis zu einem Großteil der Familie angespannt war, hatte er ein gutes Verhältnis zu seinem Bruder Franz Egon von Fürstenberg, den er später förderte. Clemens August von Bayern, Erzbischof von Köln und Bischof unter anderem von Paderborn, weihte ihn selbst am 1. November 1728 in Paderborn zum Subdiakon, was ihm für die Zukunft alle Rechte eines Domkapitulars sicherte. Am 16. April 1729 wurde er in Hildesheim zum Priester geweiht. Die Weihe und das Priesteramt bedeuteten ihm auch später als er politisch aktiv war viel. Seine Primiz feierte er in Werl.
Clemens August von Bayern wurde bereits früh auf Friedrich Christian aufmerksam. Er ernannte ihn 1724 zum geheimen Rat des Hochstifts Hildesheim. Mit dem Sturz des Ministers Ferdinand von Plettenberg im Jahr 1733 vergrößerten sich die Chancen für Friedrich Christian. In Paderborn wurde er zum Dompropst gewählt und vom Papst bestätigt.
Ein Jahr später wurde er Präsident des neuen geheimen Rats des Hochstifts Paderborn, und im Jahr 1735 wurde er Statthalter des Hochstifts sowohl für geistliche wie auch weltliche Angelegenheiten. In Paderborn hat er die alte Domherrenkurie Fürstenhof, die im Besitz seiner Familie war, barock umgestalten lassen.
In Hildesheim wurde er auf Wunsch von Clemens August Domscholaster. Das Domkapitel weigerte sich dies anzuerkennen. Es folgte ein Rechtsstreit bei dem auch die Kurie in Rom und der Reichshofrat in Wien eingeschaltet wurde. Der letztere entschied 1737 zu Gunsten von Friedrich Christian. Beim Streit um das Amt des Domscholasters hatte er die Unterstützung der Familie auch weil der Kandidat der Gegenpartei aus dem Haus von Weichs kam, mit dem man konkurrierte. Der folgende Aufstieg in Bonn dagegen wurde nicht mehr unterstützt.

### Minister in Bonn
Am Hof von Kurfürst Clemens August von Bayern in Bonn war 1733 der geheime Extra-Conferential-Rat als innen- und außenpolitisches Regierungskollegium eingerichtet worden. Im Jahr 1736 wurde Friedrich Christian zum Staats- und geheimen Konferenzminister in dem genannten Gremium ernannt. Zuvor hatte er nach eigenen Angaben dem Kurfürsten Reformvorschläge unterbreitet und vorgeschlagen die Arbeit in Departements aufzuteilen. Der Obristhofmeister Graf von Hohenzollern und der Hofkammerpräsident Freiherr von Waldbott zu Bornheim wurden daraufhin für das kurkölnische Departement unter Einschluss des Vest Recklinghausen und des Herzogtum Westfalen zuständig. Friedrich Christian bekam die Hochstifte Hildesheim, Münster und Paderborn zugeordnet. Heidenreich Matthias Droste zu Vischering bekam Osnabrück. Die Funktionsfähigkeit des Systems wurde allerdings bald von den untergeordneten Sekretären unterlaufen, die erst den Kurfürsten aufsuchten und erst danach die Minister um ihre Unterschrift baten.
Friedrich Christian hat sofort nach Amtsübernahme eine Reform der Hofkammern eingeleitet. Ziel war es die Staatseinnahmen zu steigern. Der Plan wurde gebilligt und er erhielt 1738 die Oberaufsicht über die Finanzen des Kurfürsten. Er führte Kontrollen der Ein- und Ausgaben ein. Seine Anweisungen wurden indes unterlaufen und auch der Kurfürst hatte keinerlei Interesse daran seine Ausgaben zu beschränken. Die Enttäuschung über das Scheitern seiner Finanzreformpläne war so groß, dass er schon 1739 erwog zurückzutreten.
Hinsichtlich der Politik gegenüber den Landständen versuchte er schon in den Paderborner Zeiten die Position des Landesherrn zu verbessern. Auch nach dem Wechsel nach Bonn behielt er die Statthalterschaft über Paderborn bei und versuchte wenigstens im Hochstift Paderborn die Hofkammer zu reformieren. Trotz erheblicher Anstrengungen blieben auch dort die Erfolge letztlich aus. Ein Grund war, dass er dabei auf den Widerstand des Adels stieß. In dessen Interesse war es nicht, dass der Landesherr mehr Geld zu Ungunsten der Landstände aus dem Land ziehen konnte. Das Verhältnis von Friedrich Christian zu den Landständen kühlte sich in der Folge ab. Allerdings war die Frage der Hofkammerreform nur ein Konfliktpunkt. Selbst mit den Mitgliedern des Domkapitels kam es zu Auseinandersetzungen, etwa um bestimmte Geldzahlungen. Der Domdechant Johann Friedrich von Schaesberg, der später auch Dompropst werden sollte, beschuldigte ihn 1740 gar des Betrugs. Im Jahr 1737 bemühte er sich mit viel Energie um das Amt des Abtes von Corvey. Er verfügte dabei über hochrangige Unterstützung. Neben dem Kurfürsten sprach sich auch der Kaiser für ihn aus. Allerdings gelang es ihm nicht die Mehrheit im Klosterkonvent zu erzielen. Gegen die Wahl von Kaspar von Boeselager ließ er danach vergeblich seine Beziehungen spielen. Die Bewerbung hat nicht nur hohe Kosten verursacht, sondern auch seine Stellung am Hof in Bonn geschwächt. Später bewarb er sich ebenso erfolglos um verschiedene Bischofsstühle.
Letztlich scheiterte er aber, weil er etwa in der Finanz- aber auch der Außenpolitik an seinen Positionen festhielt, obwohl der Kurfürst bereits eine andere Richtung eingeschlagen hatte. Zu Beginn seiner Ministertätigkeit hat er sich klar zur Unterstützung des Hauses Habsburg bekannt. Er stand damit gegen die Vertreter einer probayerischen Politik in Bonn. Möglicherweise hat Friedrich Christian 1736/37 auch eine Diskussion angestoßen, den Kaiser in den Türkenkriegen zu unterstützen. Die Verhandlungen über die Stellung eines Truppenkontingents gestaltete sich schwierig, auch weil der Kurfürst als Preis auf das Hochstift Lüttich spekulierte. Letztlich gelang es auch dem Unterhändler Friedrich Christian die Stellung eines kölnischen und eines münsterschen Regiments zu erreichen. In der Frage der österreichischen Erbfolge sprach sich Friedrich Christian für die Anerkennung der Pragmatischen Sanktion aus. Nach dem Tod Karl VI. 1740 wurde die Lage schwierig, als der Bruder von Clemens August, Karl Albert von Bayern, sich um die Kaiserkrone bewarb. Friedrich Christian hat Wien zunächst seine Unterstützung gegen Bayern signalisiert. Am kurfürstlichen Hof bildete sich aber um Matthias Gerhard von Hoesch eine starke probayerische Partei. Auf Drängen von Friedrich Christian bot Clemens August an, den Anspruch von Maria Theresia anzuerkennen, wenn Wien, Großbritannien und die Niederlande den Bestand von Kurköln anerkennen würden. Offen blieb dabei zwar die Kaiserfrage, aber immerhin war die Entscheidung für Bayern noch nicht gefallen. Eine Rolle bei seinen außenpolitischen Plänen spielte seit langem das Misstrauen gegenüber Preußen. Er befürchtete gar, dass Preußen den Bestand der Hochstifte in Westfalen in Frage stellen könnte.
Seine Pläne scheiterten, nachdem weder Großbritannien noch die Niederlande eine Garantieerklärung für Kurköln abgeben wollten. Im Jahr 1741 schloss Clemens August dann ein Bündnisabkommen mit Frankreich und stellte sich auf die bayerische Seite. Damit war Friedrich Christian mit der österreichischen Partei zunächst bedeutungslos geworden. Nachdem er eine Erkrankung überstanden hatte, nahm er wieder in leitender Position an den Sitzungen der Geheimen Konferenz teil. Allerdings scheint diese kaum noch eine Rolle gespielt zu haben, da keines ihrer Mitglieder zur vorherrschenden französisch-bayerischen Partei gehörte. An den Wahlverhandlungen zu Gunsten von Karl VII. nahm er nicht teil und war auch nicht Mitglied der Wahlgesandtschaft. Allerdings nahm er an prominenter Stelle des kurfürstlichen Gefolges an der Wahl und Krönung selbst teil. Auf der Reise von Frankfurt zurück nach Rom starb er in Koblenz. Er wurde in der dortigen Franziskanerkirche beigesetzt.
In seinem Testament von 1742 stiftete er unter anderem Geld für die Neugestaltung der Domkrypta in Paderborn und für eine Muttergottesstatue, die gegenüber der Kanzel ihren Platz finden sollte.